# Soil (группа)
Soil — американская рок-группа, играющая в стиле альтернативный метал. Коллектив образовался в Чикаго, штат Иллинойс. На сегодняшний день группа выпустила 6 полноформатных альбомов, 2EP и 1DVD.

## История
Группа изначально состояла из 5 человек, сформированная в 1997 году бывшими музыкантами дэт-метал групп Broken Hope и Oppressor. Основателями Soil стали гитаристы Адам Задел англ. Adam Zadel и Шон Гласс англ. Shaun Glass, басист Тим Кинг англ. Tim King и барабанщик Том Шофилд англ. Tom Schofield. Позже к коллективу примкнул вокалист Райан Маккомбс англ. Ryan McCombs. После трёх попыток (Альбомы: EP «SOiL», EP «El Chupacabra!» и первый полнометражный альбом «Throttle Junkies» записанных на небольшой компании MIA Records) группа добилась мирового признания, выпустив альбом «Scars», вышедший под лейблом J Records. Добиться успеха коллективу помогли такие хиты как «Halo», «Breaking Me Down» и «Unreal» благодаря агрессивному, но мелодичному звуку. Песня «Halo» была написана до выхода альбома, поэтому успела повращаться в радиоэфире перед релизом пластинки.
Soil вовсе не собирались останавливаться на достигнутом и оставаться «группой одного хита». Коллектив отправился зарабатывать «живую» популярность. Группа более одного года провела на гастролях, в течение которых музыкантам довелось делить площадки с Оззи Осборном англ. Ozzy Osbourne, Робом Зомби англ. Rob Zombie, Mudvayne, Static X и Sevendust. В 2002 году коллектив принял участие в фестивале Ozzfest, а также появился на британском фестивале Download. После тринадцати месяцев концертной работы, нашедших отражение в мини-альбоме «Pride», Soil вновь отправились в студию.
Наконец, в 2004 году выходит третий полнометражный альбом группы под названием «Redefine». Soil снова доказала поклонникам своё умение сочетать неукротимую агрессию и мелодичность. Помимо одноименного трека «Redefine», диск содержал такие хиты как «Pride» и «Cross My Heart». За первую неделю было продано более 14000 копий пластинки «Redefine», а в чартах Billboard альбом расположился на 78-й позиции. Тираж же «Scars» к тому времени перевалил за четверть миллиона экземпляров. Перед самым выходом альбома коллектив нанёс кратковременный визит в Англию, где Soil давал концерт в качестве хедлайнеров, а также дал несколько концертов в Северной Америке на разогреве у Staind.
Однако в конце 2004 года Райан Маккомбс англ. Ryan McCombs принимает предложение группы Drowning Pool стать их новым (третьим по счету) вокалистом и покидает Soil. Благо, ядро группы осталось целым и коллектив мог дальше сочинять песни. Однако вокалист был все же необходим и после долгих и казалось бы, бесконечных прослушиваний место у микрофона занял Эй Джей Кавалье англ. AJ Cavalier из группы Diesel machine. В пользу кандидатуры Эй Джея говорили рекомендации от Патрика Лахмана англ. Patrick Lachman, фронтмена группы, Damageplan и Уэйна Статика англ. Wayne Static из Static-X. И хотя лейбл J Records объявил о том, что больше не является покровителем Soil, настрой у коллектива оставался довольно оптимистичным.
Группа подписывает контракт со звукозаписывающей компанией DRT Entertainment и в 2006 записывает очередной альбом под названием «True Self». С первых аккордов открывающей альбом композиции «Fight For Life», «огненной бури», бушующей в сингле «Give It Up» и горьких, унылых аккордов «Threw It Away» становиться ясно, что Soil продолжает смешивание тяжёлых, металлических звуков ярости с мелодичной сдержанностью. И альбом «True Self» показывает, что коллектив достиг «совершеннолетия» в создании хард-рока и хэви-метала.
"Новый альбом должен был взять элементы, которые наши поклонники знали и любили в Soil и привести их к новому уровню, " — говорит басист Тим Кинг англ. Tim King. — «Музыкально, то же самое ядро, которое всегда имела группа, все ещё неповреждено, но мы добавили новое измерение лирики и вложили нечто новое в нашу музыку. Вместо того, чтобы сделать один шаг вперёд, мы сделали пять.»
«Новым уровнем» Тим называет вошедшего в коллектив нового вокалиста Эй Джея Кавалье англ. AJ Cavalier, который впервые спел с группой в декабре 2004 года. Его вокальный и лирический диапазон можно услышать повсюду в альбоме «True Self», который основывается на рок-основе, которую Soil, заложили предыдущими пластинками — «re.de.fine» и «Scars», ведя группу к более тяжёлым глубинам и увеличивающемуся количеству гармоничных высот.
Трек «Let Go», возможно является самым мелодичным который когда-либо записывала группа, «Forever Dead», который является самым «разъярённым», «The Last Chance» объединяет крайности в звук глубоких басов и ритм стремительных гитар. Но финальная песня альбома «One Last Song», лучше всего иллюстрирует прогресс коллектива в написании песен, поднимаясь на эпические высоты широты их таланта и глубины их начал. Кавалье управляет своим вокалом в такт музыке, которая является в одно и то же время классическим и современным металлом. Результат поистине захватывающий.
У Уэйна Статика англ. Wayne Static и Патрика Лахмана англ. Patrick Lachman не возникло сомнений, что Эй Джей был недостающим звеном Soil, которое они искали. «Это было похоже на вручение алмаза с вопросом 'а действительно ли он настоящий?'» — делился своими впечатлениями от первой встречи с Кавалье Тим Кинг англ. Tim King — «Лично, музыкально, вокально, он был тем человеком, которого мы, возможно, всегда искали.»
Решение оказалось верным. Первым синглом, написанным группой, был «Give It Up», который в итоге стал главной композицией из альбома «True Self». «Музыка для этой песни была сочинена и мы послали её Эй Джею» вспоминает Тим. «Это была первая песня, к которой Эй Джей написал слова для группы, в которую он стремился попасть, и теперь это — наша первая композиция, в которой вы можете услышать то волшебство и страсть, которые проникают через динамики во время того, когда вы слушаете музыку.»
«Идея была проста и песня пришла ко мне в спешке» — говорит Кавалье — «У любого, кто когда-либо работал на дневной работе, был кто-либо, кого этот человек не мог терпеть. Эта песня о выражении вашего гнева, без необходимости попадать в тюрьму из-за этого. У меня довольно жестокий характер, но, благодаря музыке, я могу контролировать его. Эта песня — выпуск гнева без необходимости бросаться на людей.»
Враждебность и гнев не в новинку вокалисту, который является преподавателем уличной борьбы и сам изучает смертельные искусства. «Всё сводится к тому, кто я и кем я хочу быть» говорит Эй Джей. «Я не идеален, но я все ещё стараюсь и вижу своё истинное я. И я знаю что у меня получается хорошо.»
Следовательно, заглавная песня с альбома «True Self», который, как могли говорить, нёс отдельную коннотацию для группы, для тех, кто чувствует, что они нашли истинных самих себя с выпуском этой пластинки. «Все хотят денег, известности и все хотят художественно их выражать, но в конце концов, мы — группа, и именно поэтому мы смогли продержаться так долго. Хорошо иметь кого-то кто разделяет наше мнение» — говорит гитарист Шон Гласс англ. Shaun Glass — «Нам достаточно комфортно, чтобы продолжать творить, но мы все ещё хотим достичь большего.»
Большая музыкальность. Больше соло-гитар. Больше ключевых изменений. И больше компонентов, которые приводят «True Self» к хард-року и идеалам хэви-метала, на который способны Soil. Продюсер Ульрих Уайлд англ. Ulrich Wild, работавший с такими командами как Pantera, Rob Zombie и Static-X довершил уже зажигательную смесь. «Вместо того, чтобы пытаться переделать и изменить наши песни, он сделал альбом более сильным и добавил свой небольшой талант к этому» — говорит Тим Кинг англ. Tim King — «Он позволил быть самими собой. Он бы сказал нам, если бы думал, что мы зашли слишком далеко, или если у нас была бы проблема со структурой песни, но он никогда не просил, чтобы мы прекратили быть самими собой, и этот метод оказался действенным.»
Жёсткость, кажется, является ключом к успеху Soil в 2006 году. Является ли это переменой в лейблах или участниках, или самой природе группы, которая зарыта в глубине песен коллектива. «Гнев, жестокость и ярость» характеризуют Эй Джея Кавалье англ. AJ Cavalier музыкально, и он держит марку, поскольку «True Self» опирается на все три, и, возможно, стал одним из самых резких металл-альбомов в недавней истории.
Однако в 2008 году группу покидает гитарист Шон Гласс англ. Shaun Glass. Вот как объясняют уход Шона его товарищи по группе (от 14 марта 2008 года : «Soil и гитарист Шон решили расстаться из-за личных разногласий. Разрыв был предусмотренным и дружелюбным, и обе стороны расстались на хороших условиях. Шон будет продолжать со своей новой группой Dirge Within. Soil объявили, что они не будут искать замену, а останутся вчетвером с вокалистом Эй Джеем, который будет исполнять некоторые гитарные партии. На данный момент Soil завершают написание будущего альбома и начнут его запись в студии в 2008 году.»
11 июня 2008 года стало известно о подписании Soil контракта с лейблом Driven Music Group. Выход нового альбома ожидается в 2009 году, как сообщает сайт самой рекорд компании. Официальная страничка группы на портале MySpace подтверждает эту информацию.
20 октября 2009 года альбом Picture Perfect был выпущен через Beiler Bros по всему миру, за исключением Европы, где она была выпущена на AFM Records. Picture Perfect был спродюсирован Джонни Кеем (Disturbed, Staind), Ульрихом Уайлдом (Deftones, Incubus), сведено Дейвом Фортмэном (Mudvayne, Evanescence). Он вышел с синглом «Like It Is.» В январе 2010 года «The Lesser Man» был объявлен в качестве второго сингла.
23 июля 2010 года, вокалист Эй Джей Кавалье и барабанщик Том Шофилд объявили о своём уходе из группы. Вокалист Джордан Ли и барабанщик Майк Тигнино были объявлены участниками группы для запланированных концертов.
Группа воссоединилась с оригинальным вокалистом Райаном Маккомбсом для турне по Великобритании с Puddle Of Mudd в октябре 2011 года в честь 10-летия Scars. Бывший барабанщик Staind Джон Высоцкий также присоединился к Soil в 2011 году во время тура по Великобритании.
Sony Music Великобритании объявило, что «Scars» получил серебряный сертификат в Великобритании с объёмом продаж более 60000 единиц.
Soil добавил несколько американских дат тура по всему 2012 году. Поход будет первым в США с оригинальным фронтменом Райан Маккомбсом.
Первый DVD Soil под названием «Re-LIVE-Ing Scars» был выпущен 8 мая 2012 года. CD / DVD был записан в Лондоне во время тура по Великобритании 2011 года и содержит первый концерт с вокалистом Райаном Маккомбсом за 7 лет. DVD также включает в себя бонус кадры и фото галерею.

## Дискография

### Студийные альбомы
- 1999 — «Throttle Junkies»
- 2001 — «Scars»
- 2004 — «Redefine»
- 2006 — «True Self»
- 2009 — «Picture Perfect»
- 2013 — «Whole»
- 2022 — «Play It Forward»
- 2023 — «Restoration»

### Мини-альбомы
- 1997 — Soil — Soil EP
- 1998 — El Chupacabra! EP
- 2002 — Demo (UK Limited Edition Promo)
- 2002 — Halo (UK CD Single)
- 2003 — Pride EP